# Paul Adolf Seehaus
Paul Adolf Seehaus (pseudonym Barnett, født 7. september 1891 i Bonn; død 13. marts 1919 i Hamburg) var en tysk maler.
Seehaus tilhørte kredsen af Rheinische Expressionisten og deltog i Ausstellung Rheinischer Expressionisten i Bonn i 1913 arrangeret af vennen August Macke.
Han malede især landskaber og fandt sine motiver blandt andet i Rhin-regionen og i England og Irland.
| Galleristen Alfred Flechtheim(de) købte værker af Seehaus og organiserede udstillinger hvori hans værker indgik. |

| - Værker af Paul Adolf Seehaus - Havneanlæg, 1912-13 - Landskab fra Eifel, 1916 Große Eifellandschaft - Industribanegård, 1917 Industriebahnhof I, 1917 - Ebene bei Hamburg, 1910'erne - Keltisk landsby, 1910'erne Keltisches-Dorf - Klitter og dok ?, 1910'erne Dünen und Dock - Lille fabrik, 1910'erne Kleine Fabrik - Fyrtårn, 1910'erne (fragment) - Strasse zum Meer, 1910'erne - Wiecker Bote Ball, 1910'erne - To børn under juletræet (sønner af August Macke), 1914 - 1910'erne (uden titel) - 1910'erne (uden titel) - Sejlbåd foran bro, 1930'erne Segelboot vor Bruecke |